# Unió Esportiva Collera
La Unió Esportiva Collera (oficialment, en castellà, Unión Deportiva Collerense) és un club de futbol amb seu a Es Coll d'en Rabassa, Palma, a la comunitat autònoma de les Illes Balears. Fundat l'any 1983, l'equip juga a la Tercera Federació. La seu del club és l'Estadi Municipal Coll d'en Rebassa amb una capacitat de 1.000 places.

## Història
Fundada l'any 1967, la UD Collerense va ser l'equip filial del RCD Mallorca per a les temporades 1981–82 i 1982–83, ambdues a Tercera Divisió. En finalitzar aquesta darrera campanya, el club es va convertir oficialment en el RCD Mallorca Atlètic, i poc després es va formar una nova UD Collerense.

## Temporada a temporada
| Temporada | Nivell | Divisió    | Lloc | Copa del Rei |
| --------- | ------ | ---------- | ---- | ------------ |
| 1983–84   | 8      | 3a Reg.    | 1r   |              |
| 1984–85   | 7      | 2a Reg.    | 5è   |              |
| 1983–84   | 7      | 2a Reg.    | 4t   |              |
| 1984–85   | 7      | 2a Reg.    | 5è   |              |
| 1985–86   | 7      | 2a Reg.    | 4t   |              |
| 1986–87   | 7      | 2a Reg.    | 7è   |              |
| 1987–88   | 7      | 2a Reg.    | 2n   |              |
| 1988–89   | 6      | 1a Reg.    | 10è  |              |
| 1989–90   | 6      | 1a Reg.    | 10è  |              |
| 1990–91   | 6      | 1a Reg.    | 6è   |              |
| 1991–92   | 6      | 1a Reg.    | 12è  |              |
| 1992–93   | 6      | 1a Reg.    | 10è  |              |
| 1993–94   | 6      | 1a Reg.    | 16è  |              |
| 1994–95   | 7      | 2a Reg.    | 10è  |              |
| 1995–96   | 7      | 2a Reg.    | 6è   |              |
| 1996–97   | 7      | 2a Reg.    | 4t   |              |
| 1997–98   | 6      | 1a Reg.    | 11è  |              |
| 1998–99   | 6      | 1a Reg.    | 7è   |              |
| 1999–2000 | 6      | 1a Reg.    | 1r   |              |
| 2000–01   | 5      | Reg. Pref. | 17è  |              |
| 2001–02   | 5      | Reg. Pref. | 10è  |              |
| 2002–03   | 5      | Reg. Pref. | 7è   |              |

| Temporada | Nivell | Divisió    | Lloc    | Copa del Rei |
| --------- | ------ | ---------- | ------- | ------------ |
| 2003–04   | 4      | 3a         | 11è     |              |
| 2004–05   | 4      | 3a         | 17è     |              |
| 2005–06   | 4      | 3a         | 12è     |              |
| 2006–07   | 4      | 3a         | 18è     |              |
| 2007–08   | 5      | Reg. Pref. | 5è      |              |
| 2008–09   | 5      | Reg. Pref. | 3r      |              |
| 2009–10   | 4      | 3a         | 17è     |              |
| 2010–11   | 4      | 3a         | 10è     |              |
| 2011–12   | 4      | 3a         | 11è     |              |
| 2012–13   | 4      | 3a         | 10è     |              |
| 2013–14   | 4      | 3a         | 11è     |              |
| 2014–15   | 4      | 3a         | 13è     |              |
| 2015–16   | 4      | 3a         | 10è     |              |
| 2016–17   | 4      | 3a         | 17è     |              |
| 2017–18   | 4      | 3a         | 18è     |              |
| 2018–19   | 5      | Reg. Pref. | 2n      | ´            |
| 2019–20   | 4      | 3a         | 19è     |              |
| 2020–21   | 4      | 3a         | 6è / 4t |              |
| 2021–22   | 5      | 3a RFEF    | 10è     |              |
| 2022–23   | 5      | 3a Fed.    | 12è     |              |
| 2023–24   | 5      | 3a Fed.    |         |              |

- 15 temporades a Tercera Divisió
- 3 temporades a Tercera Federación /Tercera División RFEF

## Equip femení
La UE Collera Femení és la secció femenina de l'equip. Van jugar a la màxima lliga estatal, la Primera Divisió, entre el 2009 i el 2016.